# Pålkems kyrka
Pålkems kyrka är en liten, vitmålad träkyrka som hör till Gällivare församling i Luleå stift. Kyrkan ligger i östra delen av byn Pålkem i Gällivare kommun.

## Kyrkobyggnaden
Kyrkan kom till på initiativ av kyrkoherde Olof Bergqvist sedermera biskop i Luleå stift. Den uppfördes åren 1907-1908 av byggmästare Olof Lindqvist efter ritningar av F. Rickler och var den första kyrka som byggdes utanför Gällivare tätort. 9 februari 1908 invigdes kyrkan av biskop Olof Bergqvist. År 1954 genomgick kyrkan en stor upprustning.
Kyrkan har en stomme av trä  består av ett långhus som är orienterat i nordvästlig-sydöstlig riktning. I nordväst finns koret som är smalare och lägre än långhuset och i sydost finns kyrktorn med vapenhus och ingång. I sydvästra vinkeln mellan kor och långhus finns en vidbyggd sakristia. Långhus och kor har plåttäckta sadeltak. Hela byggnaden vilar på en huggen stenfot.

## Inventarier
- Vid korets norra sida finns predikstolen som saknar ljudtak.
- På altaret står ett krucifix från Oberammergau, som är en gåva från Pålkems Syförening.
- Ett nattvardskärl är från mitten av 1700-talet.

### Orgel
- Den nuvarande orgeln med fyra stämmor byggd 1950 av Grönlunds Orgelbyggeri, Gammelstad och är en mekanisk orgel.

| Manual        |
| Gedackt 8’    |
| Blockflöjt 4’ |
| Principal 2’  |
| Scharf II     |

.